# Георг Бок фон Вюльфінген (генерал-майор)
Георг Бок фон Вюльфінген (нім. Georg Bock von Wülfingen; 9 січня 1868, Ганновер — 1 червня 1952, Лейпциг) — німецький офіцер, генерал-майор рейхсверу.

## Біографія
Представник знатного нижньосаксонського роду. Син оберстлейтенанта Юліуса Бока фон Вюльфінгена (1820–1886).
Він вступив до Саксонської армії і служив, крім іншого, у Королівському саксонському стрілецькому (фузилерному) полку «Принц Георг» №108 та в Генеральному штабі. Під час Першої світової війни Бок фон Вюльфінген командував 7-м Королівським саксонським піхотним полком «Король Георг» № 106 з 11 квітня 1917 по 5 червня 1918 року. У подвійній битві при Ені та Шампані у квітні/травні 1917 року він і його полк особливо відзначилися, запобігши прориву французьких військ у районі стратегічно важливого Пельберга.
У червні 1918 року він був направлений до Константинополя для виконання спеціальних доручень. Тут Бок фон Вюльфінген, як османський генерал-майор, обіймав посаду начальника Інспекції турецького Генштабу. За заслуги на цій посаді султан Мехмед VI подарував йому титул паші.
Після закінчення війни та повернення до Німеччини він вступив до рейхсверу, де 1 жовтня 1920 року отримав звання оберста. У цій якості він командував 10-м (саксонським) піхотним полком з 1923 до виходу у відставку 31 січня 1925 року. Одночасно він обіймав посаду секретаря сімейного товариства Бок фон Вюльфінген.
Бок фон Вюльфінген одружився з Ірмгард Дюмс у Лейпцигу в 1923 році і оселився з нею в районі Вайссер-Гірш у Дрездені. З 1926 року — член студентського корпусу «Альбінгія-Дрезден».
10 червня 1934 року Бок фон Вюльфінген виголосив урочисту промову на 125-річчі «Чорної бригади» перед 1-м та 2-м батальйонами 108-го стрілецького полку в Дрездені. Ця промова також була надрукована.

## Нагороди
- Орден Заслуг (Саксонія), лицарський хрест 2-го класу
- Орден Альберта (Саксонія), лицарський хрест 1-го класу
- Орден Червоного орла 4-го класу
- Орден «За військові заслуги» (Баварія) 4-го класу
- Орден Церінгенського лева, лицарський хрест 2-го класу
- Військовий орден Святого Генріха, лицарський хрест (1 червня 1917)[6]
- Галліполійська зірка (Османська імперія)
- Орден Святого Йоанна (Бранденбург), лицар справедливості
- Почесний хрест ветерана війни з мечами